# Women in the Room
| Recensione | Giudizio |
| ---------- | -------- |
| AllMusic   |          |

Women in the Room è un album di Zachary Richard, pubblicato dalla A&M Records nel 1990. Il disco fu registrato al "Boudreaux's Studio" a Scott, Louisiana (Stati Uniti) nel 1990.

## Tracce
Lato A
1. Who Stole My Monkey – 3:36 (Craig Légé, Leon Medica, Zachary Richard)
2. My Nanette – 3:11 (Craig Légé, Zachary Richard)
3. No French, No More – 4:06 (Tommy Shreve, Zachary Richard)
4. Give Me Back My Wings – 4:25 (Zachary Richard)
5. Zack's Zydeco – 3:48 (Zachary Richard)

Lato B
1. Too Many Women – 3:19 (Zachary Richard)
2. Shades of Blue – 4:18 (Zachary Richard)
3. Manchac – 3:49 (Zachary Richard)
4. La ballade de Howard Herbert – 5:01 (Rick Michot, Zachary Richard)
5. Take Me Away – 3:39 (Zachary Richard)

Edizione CD del 1990, pubblicato dalla A&M Records
1. Who Stole My Monkey – 3:37 (Craig Légé, Leon Medica, Zachary Richard)
2. My Nanette – 3:12 (Craig Légé, Zachary Richard)
3. No French, No More – 4:07 (Tommy Shreve, Zachary Richard)
4. Give Me Back My Wings – 4:26 (Zachary Richard)
5. Zack's Zydeco – 3:47 (Zachary Richard)
6. Too Many Women – 3:19 (Zachary Richard)
7. Shades of Blue – 4:18 (Zachary Richard)
8. Manchac – 3:49 (Zachary Richard)
9. La ballade de Howard Herbert – 5:02 (Rick Michot, Zachary Richard)
10. Take Me Away – 3:39 (Zachary Richard)
11. Aux Natchitoches – 2:18 (Brano tradizionale, arrangiamenti di Zachary Richard)

## Musicisti
- Zachary Richard  - accordion acadien, chitarra, armonica, voce
- Sonny Landreth - dobro, chitarra acustica
- Tommy Shreve  - chitarra, accompagnamento vocale
- Brian Stoltz  - chitarra
- Kevin Barzas - chitarra acustica (brano : B4)
- Tommy Comeaux - mandolino, chitarra acustica
- Craig Légé  - tastiere
- Rufus Thibodeaux  - fiddle
- Steve Berlin  - sassofono
- Didier Alexandre  - basso
- Oran Guidry Jr.  - basso (brano : B4)
- Joe Hammer  - batteria
- Cruz Frugé  - batteria (brani : A2 & B5)
- Marshall Cyr  - cowbell
- Jimmy Buffett - accompagnamento vocale (brano : A1)
- Cruz Frugé  - accompagnamento vocale
- Lyn Collins  - accompagnamento vocale
- Oran Guidry Jr.  - accompagnamento vocale
- Rita Johnson  - accompagnamento vocale
- T.K. Hulin  - accompagnamento vocale